# Internetês
Internetês é um neologismo (de: Internet + sufixo -ês) que designa a linguagem utilizada no meio virtual, em que "as palavras foram abreviadas até o ponto de se transformarem em uma única expressão, duas ou no máximo cinco letras", onde há "um desmoronamento da pontuação e da acentuação", pelo uso da fonética em detrimento da etimologia, com uso restrito de caracteres e desrespeito às normas gramaticais.
Para Silvia Marconato, o internetês é uma "forma de expressão grafolinguística que 'explodiu' principalmente entre adolescentes que passam horas na frente do computador no Orkut, Facebook, Twitter, Google+, Skype, Instagram, Badoo, WhatsApp, Ask.fm, YouTube, Reddit, Tumblr, e-mail, Viber, Snapchat em chats ou qualquer outras redes sociais, blogues e comunicadores instantâneos em busca de interação — e de forma dinâmica" e aponta que estudiosos veem aspectos positivos na simplificação do idioma nesta nova escrita.
Estudiosos, como Eduardo Martins, apresentam reservas em relação ao uso dessa linguagem, observando que o "aprendizado da escrita depende da memória visual: muita gente escreve uma palavra quando quer lembrar sua grafia. Se bombardeados por diferentes grafias, muitos jovens ainda em formação tenderão à dúvida".

## Emoções
As emoções humanas são em sua maioria expressas por emoticons.
Estes símbolos escritos também são chamados smileys (em inglês, significando, literalmente, sorrisos), sendo substituídos por pequenos desenhos.
Nos emoticons, os olhos são representados pelos sinais de dois-pontos, ponto e vírgula, sinal de igualdade, algarismo do número oito ou ainda a letra xis, em caixa alta ou baixa. A boca pode ter os seguintes símbolos a representá-la: os parêntesis, os colchetes, asterisco, as barras normal e inversa e as letras T, P e D em caixa alta. As expressões em português de risadas mais usadas nas redes sociais são feitas escrevendo-se "rs", "kkkk", "haha", "hehe" (ou variações por repetição destas), ou apertando certas letras em uma ordem aleatória (as letras mais comuns são A, E, U, H e S, mas isso varia muito de pessoa para pessoa).
Exemplos de emoticons:
| Emoticon textual | Emoticon textual | Emoticon textual | Emoticon textual | Emoticon textual | Emoticon textual | Significado                            | Resultado     |
| :)               | =]               | =)               | =)               | =)               | =)               | felicidade, sorriso                    | Alegre        |
| :(               | =(               | :/               | :/               | :/               | :/               | tristeza, decepção                     | Tristeza      |
| :D               | =D               | xD               | xD               | xD               | xD               | sorriso                                | Haha          |
| 8)               | B)               | B)               | B)               | B)               | B)               | óculos ou óculos escuros               |               |
| ;)               | ;)               | ;)               | ;)               | ;)               | ;)               | piscadela                              |               |
| :*               | =*               | =*               | =*               | =*               | =*               | beijo                                  | beijo         |
| :x               | =X               | =X               | =X               | =X               | =X               | boca fechada (segredo) ou insatisfeito | Estou calado! |
| :o               | =O               | =O               | =O               | =O               | =O               | cara de surpreso                       |               |
| :~(              | T.T              | Y.Y              | ='(              | T-T              | :'(              | lágrimas                               | Lágrima       |
| sz               | S2               | <3               | <3               | <3               | <3               | coração                                | Amour         |

## Palavras abreviadas

### Lista de palavras em português abreviadas pelo Internetês[3]
| Palavra no internetês | Palavra original                      |
| --------------------- | ------------------------------------- |
| vc                    | você                                  |
| vcs                   | vocês                                 |
| v6                    | vocês                                 |
| bj                    | beijo                                 |
| bjs                   | beijos                                |
| fds                   | fim de semana foda-se (interjeição)   |
| tb                    | também                                |
| tbm                   | também                                |
| td                    | tudo / todos, todas, todes/todxs      |
| tds                   | tudo / todos, todas, todes/todxs      |
| fml                   | família                               |
| rs                    | risos                                 |
| rsrs                  | risos                                 |
| lol                   | laughing out loud = rindo muito       |
| blz                   | beleza                                |
| s                     | sim                                   |
| ss                    | sim                                   |
| n                     | não                                   |
| ñ                     | não                                   |
| naum                  | não                                   |
| br                    | Brasil / brasileiro                   |
| mn                    | mano "man"                            |
| fmz                   | firmeza                               |
| fdp                   | filho(a) da puta                      |
| pqp                   | puta que (o) pariu (interjeição)      |
| ok                    | O.K.                                  |
| wtf                   | what the fuck = mas que porra         |
| tmnc                  | (vá/vai) tomar no cu                  |
| vtnc                  | (vá/vai) tomar no cu                  |
| vsf                   | vá/vai se foder/fuder                 |
| flw                   | falou (despedida)                     |
| vlw                   | valeu (agradecimento)                 |
| obg                   | obrigado / obrigada                   |
| pprt                  | papo reto                             |
| vs                    | visão                                 |
| vs                    | versus                                |
| slk                   | "você é louco" (admiração/indignação) |
| amg                   | amigo / amiga / amigue                |